# Crowder (Oklahoma)
Crowder és un poble dels Estats Units a l'estat d'Oklahoma. Segons el cens del 2000 tenia 436 habitants.

## Demografia
Segons el cens del 2000, Crowder tenia 436 habitants, 159 habitatges, i 127 famílies. La densitat de població era de 171,8 habitants per km².
Dels 159 habitatges en un 41,5% hi vivien nens de menys de 18 anys, en un 56,6% hi vivien parelles casades, en un 17% dones solteres, i en un 19,5% no eren unitats familiars. En el 17,6% dels habitatges hi vivien persones soles el 6,9% de les quals corresponia a persones de 65 anys o més que vivien soles. El nombre mitjà de persones vivint en cada habitatge era de 2,74 i el nombre mitjà de persones que vivien en cada família era de 3,05.
Per edats la població es repartia de la següent manera: un 33% tenia menys de 18 anys, un 6% entre 18 i 24, un 25% entre 25 i 44, un 23,4% de 45 a 60 i un 12,6% 65 anys o més.
L'edat mediana era de 34 anys. Per cada 100 dones de 18 o més anys hi havia 89,6 homes.
La renda mediana per habitatge era de 27.500 $ i la renda mediana per família de 31.364 $. Els homes tenien una renda mediana de 25.833 $ mentre que les dones 17.115 $. La renda per capita de la població era d'11.394 $. Entorn de l'11,7% de les famílies i el 15,8% de la població estaven per davall del llindar de pobresa.

## Poblacions més properes
El següent diagrama mostra les poblacions més properes.